# Abelonitas
Los abelonitas fueron una secta de herejes que vivieron en la diócesis de Hipona en tiempo del emperador Arcadio y que solo duraron hasta el año 430; según todas las posibilidades, procedían de los antiguos gnósticos.

## Creencias
Aunque eran casados, rechazaban como ilícito y diabólico el uso del matrimonio, a fin de no propagar el pecado original.
Se llamaron así porque decían querer imitar la castidad de Abel, el cual, según afirmaban, estuvo casado, pero vivió con su esposa guardando la continencia, opinión que, según Calmet (Diccionario de la Biblia), estuvo muy extendida antiguamente.
Para conservar su secta, los abelonitas adoptaban hijos extraños, a los que legaban sus bienes con la condición de que aceptasen el compromiso de vivir en lo sucesivo como ellos.

## Influencia
Varias y encontradas son las opiniones acerca del fundamento de esta secta, que no tuvo influencia alguna social, política ni religiosa, ni en su época ni en las sucesivas.
San Agustín en su libro De Haeresibus, los menciona y los considera como gente rústica y Walch supone, sin fundamento, que no ha existido esta secta.